# 21 век
21-ви век (XXI век) започва на 1 януари 2001 г. и свършва на 31 декември 2100 г.

## Събития

### 2001година
- 11 септември – Настъпват атентатите срещу САЩ във Вашингтон и Ню Йорк.

### 2004година
- 26 декември – Цунами убива близо 200 000 души в Индонезия и други държави.

### 2006година
- 19 януари – Американският космически апарат „Нови хоризонти“ е изстрелян с мисия към Плутон и други обекти от Пояса на Кайпер.

### 2007година
- 1 януари – България и Румъния са приети в Европейския съюз.

### 2009година
- 25 май – Втори ядрен опит на Северна Корея.

### 2011година
- 11 март – Цунами в Япония (предизвикано от земетресение с магнитуд от 9 по скалата на Рихтер) убива над 16 000 души.

### 2013година
- 1 юли – Хърватия е приета в Европейския съюз.

### 2015година
- 13 ноември – Атентат срещу „Шарли Ебдо“ в Париж.

### 2019година
- 1 декември – Първият случай на пандемията от COVID-19 е открит в Ухан, Китай.

### 2020година
- 31 януари – Великобритания напуска Европейския съюз.

### 2022година
- 24 февруари – Започва Руското нападение над Украйна.

### 2025година
- 1 януари – България и Румъния стават пълноправни членове на Шенгенското пространство.

## Починали

### 2025година
- 21 април – Франциск, 266-ият папа на Римокатолическата църква (р. 1936 г.)

## Други
На 21-ви век е наречена улица в квартал „Витоша“ в град София. (Карта)